# 张家寨镇
张家寨镇，是中华人民共和国贵州省铜仁市思南县下辖的一个乡镇级行政单位。

## 行政区划
张家寨镇下辖以下地区：
街联社区、邓家寨村、双安村、檬子树村、林家寨村、冉家坝村、竹园村、双联村、李家寨村、塘坝村、尖山村、长江村、溪底村、关锋村、钟山村、桥岩村、井岗村、关山村、河江村、龙岗村、三联村、双龙村和青山村。